# ماذا فعلت هيتي (رواية)
ماذا فعلت هيتي (بالإنجليزية: What Hetty Did)‏ هي رواية للكاتب الإنجليزي جي إل كار، نشرت عام 1988، عن دار نشر ذا كوينس تري بريس.